# 趙淳 (1913年生)
趙 淳（チョ・スン、朝鮮語: 조순、1913年5月22日 - 1983年または1984年3月27日）は、日本統治時代の朝鮮および大韓民国の実業家、政治家。第2・3・4代韓国国会議員。
本貫は咸安趙氏。号は雲渓。

## 経歴
日本統治時代の全羅南道谷城郡出身。1933年光州高等普通学校（現・光州第一高等学校）卒。谷城用材（または谷城木材）株式会社社長、谷城体育会会長、大韓独立促成国民会谷城郡支部副委員長・青年部部長、大韓青年団谷城郡団長、第3・4代国会運営委員長、自由党谷城郡党委員長・院内総務・全南道党委員長・文化部長・中央委員・宣伝委員長・党務委員を歴任した。自由党の中堅人物だったが、4・19革命後は自由党党務委員として3・15不正選挙の連帯責任を負って苦役を経験した。政界引退後は1965年に谷城実業社長、1972年に韓国澱粉工業協同組合理事長を務めた。
1984年3月27日、持病によりソウル大病院で死去。享年72。

## 著書
- 『雲渓の泡沫』[1]